# Chinese Spring
Chinese Spring (anciennement Chinaman Spring) est une source chaude faisant partie du Old Faithful Group dans le Upper Geyser Basin dans le parc national de Yellowstone aux États-Unis.

## Histoire
Le nom Chinese Spring (« source chinoise » en français) proviendrait d'un blanchisseur chinois (ou japonais) qui, dans les années 1850, l'a utilisée comme bac de lavage et en a provoqué l'éruption par inadvertance.

## Description
Chinese Spring est la source du Old Faithful Group localisée le plus à l'ouest et quelques mètres au sud de la rivière Firehole.
Cette source est composée d'un petit réservoir d'eau bleu clair avec un anneau de geysérite bien défini et surélevé en périphérie qui présente une texture en dents de scie sur le dessus. L'eau est constamment en ébullition et produit de la vapeur. L'anneau de geysérite surélève le niveau de l'eau au-dessus de la surface du sol, mais ne la contient pas, et celle-ci se déverse dans la zone environnante couverte de concrétions. Des bactéries thermophiles orange vif bordent l'épandage fluviatile qui se jette dans la rivière Firehole. Les éruptions sont rares,, mais de grande hauteur pouvant atteindre 6 m et durer 2 minutes.
Chinese Spring présente une température moyenne d'environ 92 °C, un pH de 8,2 et une conductivité électrique de 1 851 μS/cm.